# Fluktuace elektrického otvíráku na konzervy
Fluktuace elektrického otvíráku na kozervy je první díl třetí řady amerického televizního seriálu Teorie velkého třesku. V této epizodě hostují Laurie Metcalf a John Ross Bowie. Režisérem epizody je Mark Cendrowski.

## Děj
Partička se vrací ze severního pólu a Penny se přizná k citům, které chová k Leonardovi tím, že jej po jeho příjezdu políbí. Jsou vyrušeni Sheldonem, který zjistí, že ho v průběhu jejich pobytu na severním pólu zbytek partičky zradil a pokazil tím jeho práci a výzkum. Uražený si zabalil věci a odjel ke své matce (Laurie Metcalf) do Texasu. Leonard jede za ním a snaží se jej dostat zpět, je to ale nakonec Sheldonova matka, která jej přesvědčí, aby se vrátil domů. Leonard se s Penny následně konečně dostává k sexu, oba ale poté souhlasí s tím, že se věci mezi nimi stávají "divnými".

## Obsazení
| Johnny Galecki  | Leonard Hofstadter |
| Jim Parsons     | Sheldon Cooper     |
| Kaley Cuoco     | Penny              |
| Simon Helberg   | Howard Wolowitz    |
| Kunal Nayyar    | Raj Koothrappali   |
| Laurie Metcalf  | Mary Cooper        |
| John Ross Bowie | Barry Kripke       |